# Бергер, Виктор Яковлевич
Виктор Яковлевич Бергер (3 июля 1943 — 7 апреля 2020, Санкт-Петербург) — советский и российский гидробиолог. Доктор биологических наук, профессор, заслуженный деятель науки Российской Федерации.

## Биография
В 1966 году окончил кафедру ихтиологии и гидробиологии Ленинградского государственного университета и поступил на работу на Беломорскую биологическую станцию «Мыс Картеш» Зоологического института АН СССР, где прошёл путь от лаборанта до главного научного сотрудника, директор биостанции в 1982—2008 годах. Специалист в области экологии, паразитологии и физиологии морских организмов, в частности, брюхоногих. Руководил исследованиями биоресурсов и продукционного потенциала Белого моря, содержания и распределения взвешенного органического вещества, механизмов солёностных и температурных адаптаций морских беспозвоночных.
Профессор Зоологического института РАН и Санкт-Петербургского государственного университета, руководитель 11 диссертаций на соискание учёной степени кандидата биологических наук, автор лекций по экологической физиологии гидробионтов и экологии Белого моря для студентов СПбГУ и других университетов России, Финляндии, Польши, Италии, США.

### Участие в научных организациях
- Гидробиологическое общество России
- Учёный совет и Специализированный совет Зоологического института РАН
- Межведомственная ихтиологическая комиссия
- Заместитель главного редактора «Трудов Зоологического института РАН»
- Действительный член международной академии Scanbalt Academy

## Основные работы
Автор более 220 научных трудов, в том числе ряда монографий и научно-популярных книг.

### Монографии
- Бергер В. Я., Жирмунский А. В., Наточин Ю. В., Харазова А. Д., Ярославцева Л. М. Механизмы адаптации морских моллюсков к меняющейся солености. — Владивосток: Ин-т Биологии моря ДВО АН СССР, 1984. — 68 с.
- Бергер В. Я. Адаптации морских моллюсков к изменениям солености среды. — Л.: Наука, 1986. — 218 с. — (Исследования фауны морей. Т. 32 (40)).
- Toivonen N., Lukanin V., Novikova V., Berger V., Bahmet Y., Rasputina M. Environmental conditions in the White Sea. Akvaplan-Niva Report № 782. — Tromsø, 1996. — 72 pp.
- Berger V., Dahle S., Galaktionov K., Kosobokova X., Naumov A., Rat’kova T., Savinov V., Savinova T. White Sea. Ecology and Environment. — St-Petersburg — Tromsø, 2001. — 157 pp.
- Berger V.Ja, Naumov A.D., Usov N.V., Zubaha M.A., Smolyar I., Tatusko R., Levitus R. 36-years time-series (1963—1998) of zooplankton, temperature and salinity in the White Sea. — St.Petersburg: Silver Spring, 2003. — 362 pp.
- Бергер В. Я. Продукционный потенциал Белого моря. — СПб: ЗИН РАН, 2007. — 292 с. — (Исследования фауны морей. Т. 60 (68)).

### Научно-популярные книги
- Бергер В. Я., Наумов А. Д. Беломорская биологическая станция. — Л.: Наука, 1987. — 39 с.
- Бергер В. Я., Наумов А. Д. Рассказы о Белом море. — Петрозаводск: Карелия, 1992. — 128 с. — (Природа и человек).